# Воздвиженська сільська рада (Асекеєвський район)
Воздви́женська сільська рада (рос. Воздвиженский сельский совет) — сільське поселення у складі Асекеєвського району Оренбурзької області Росії.
Адміністративний центр — село Воздвиженка.

## Населення
Населення — 400 осіб (2019; 549 в 2010, 739 у 2002).

## Склад
До складу сільської ради входять:
| Населений пункт    | Населення, осіб (2002) | Населення, осіб (2010) |
| ------------------ | ---------------------- | ---------------------- |
| Воздвиженка, село  | 586                    | 469                    |
| Козловка, присілок | 122                    | 75                     |
| Островок, селище   | 31                     | 5                      |